# Лемерсье, Непомюсен
Луи́ Жан Непомюсе́н Лемерсье́ (фр. Louis-Jean-Népomucène Lemercier; 1771—1840) — французский поэт, драматург и теоретик литературы. Член Французской академии (с 1810; на кресле № 14).

## Пьесы
- трагедия «Мелеагр» (1788, «Комеди Франсез»)
- комедия «Ловелас, или Кларисса Гарлоу», 1792, «Комеди Франсез»)
- 1795 — «Тартюф-революционер» («Комеди Франсез»)
- трагедия «Агамемнон» (1797, Театр республики)
- комедия «Пинто, или День заговора» (1800, «Комеди Франсез»)
- трагедии «Ричард III» (1816)
- трагедия «Дженни Шор» (1816)
- драма «Фредегонда и Брюнео» (1821, «Одеон»)
- трагедия «Мученики из Сули»